# Tardos
Tardos is een plaats (község) en gemeente in het Hongaarse comitaat Komárom-Esztergom. Tardos telt 1637 inwoners (2001).